# Massacre na Escola Primária de Ikeda
O massacre na escola primária de Ikeda foi um ataque ocorrido em 8 de junho de 2001. A escola atacada está situada em Ikeda, na prefeitura de Osaka, Japão, e é considerada uma escola de elite afiliada à Universidade de Osaka Kyoiku.
No total, oito crianças foram assassinadas pelo ex-zelador Mamoru Takuma, que posteriormente foi sentenciado à morte por enforcamento. O acontecimento, por sua vez, repercutiu diversas questões sobre as políticas sociais do Japão.

## Ataque
Em 8 de junho de 2001, às 10 horas e 15 minutos, horário local, o ex-zelador de 37 anos, Mamoru Takuma, entrou na escola armado com uma faca de cozinha e começou a esfaquear crianças e professores. Ele matou oito crianças, a maioria com sete e oito anos de idade, e feriu gravemente outras treze crianças e dois professores.

## Contexto
Takuma foi diagnosticado com transtorno de personalidade paranoide. Após o ataque, ele foi condenado e sentenciado à morte por enforcamento. Sua execução ocorreu em 14 de setembro de 2004.
O ataque foi o quinto maior assassinato em massa, juntamente com o incidente de Matsumoto; na história recente do Japão, ele é superado em fatalidades apenas pelo ataque com gás sarin ao metrô de Tóquio, o incêndio do cinema Osaka, o massacre de Sagamihara e o incêndio do edifício Myojo 56. O incidente, no entanto, diferenciou-se pela idade das vítimas, a localidade (uma escola) e histórico de transtorno mental do perpetrador. Devido a esses fatores, o ataque levantou questões sobre as políticas sociais do Japão para lidar com transtornos mentais, os direitos das vítimas e dos criminosos e a acessibilidade e segurança das escolas japonesas.
Após o ataque, Yoshio Yamane, o diretor administrativo da escola, anunciou que montaria uma guarda de segurança, uma prática inédita nas escolas japonesas.

## Fatalidades
Todas as vítimas eram do sexo feminino que cursava a segunda série, exceto por um menino da primeira série:
- Yuki Hongo (本郷 優希 Hongō Yūki)
- Mayuko Isaka (猪阪 真宥子 Isaka Mayuko)
- Yuka Kiso (木曽 友香 Kiso Yūka)
- Ayano Moriwaki (森脇 綾乃 Moriwaki Ayano)
- Maki Sakai (酒井 麻希 Sakai Maki)
- Takahiro Totsuka (戸塚 健大 Totsuka Takahiro) (única vítima do sexo masculino)[4]
- Hana Tsukamoto (塚本 花菜 Tsukamoto Hana)
- Rena Yamashita (山下 玲奈 Yamashita Rena)